# DBLP
DBLP este un sit de bibliografie informatică.